# Забой (літературна організація)
Союз пролетарських письменників Донбасу «Забой» — союз літераторів Донбаса.

## Історія

### 1924—1945 «Забой»
В результаті появи літературного журналу «Забой» почалося стягування літературних сил донбаських письменників, що і послужило підставою того, що через рік, восени 1924 року, народився Союз пролетарських письменників Донбасу «Забой», першими її членами були: Олексій Селівановський, Борис Горбатов, Михайло Снєжин, Григорій Баглюк, Павло Безпощадний, Микола Олейников, Порфирій Трейдуб, Фелікс Ковалевський, Валентин Харчевников, Дем'ян Семенов та інші.
Вони опублікували декларацію свого союзу. «Забой» спочатку був автономною письменницькою організацією, а потім увійшов до складу Всеросійської Асоціації пролетарських письменників — ВАПП, що дало можливість донбаським письменникам побувати на першому Всесоюзній конференції письменників країни в Москві, а Б. Горбатову і стати членом правління ВАПП
Саме тоді в 23 році і з'явилася в Горлівці місцевий осередок «Забоях», яка в 1927 році вже розміщувалася в Палаці праці, пізніше, коли в Горлівку переїхала редакція «Кочегарки» — у міськвиконкомі.

### 1945—1968 «Кочегарка»
Після війни літературне об'єднання вже носило ім'я газети, яка стала батьком донбаської літератури.

### 1968—1991 літ.об'є."им. П. Безпощадного"
Як вже неодноразово згадувалося, після смерті патріарха шахтарській літератури Павла Беспощадного, його ім'я вирішено було присвоїти горловському літоб'єднання.

### 1991 наш час «Забой»
А в смутний перебудовний час, коли літо роздирають внутрішніми розбіжностями, залишившись без даху над головою, в бібліотеці Машзаводу ім. Кірова, провело кілька зборів, на яких було вирішено повернути назва першої літячейкі Горлівки міському літоб'єднання. На обличчя наступність і традиції пролетарської літератури — якими вправі пишатися горлівський «Забой». Зараз саме Горлівське лито є єдиним об'єднанням носить ім'я донбаського спілки письменників, адже навіть журнал, пройшовши всілякі пертурбації, іменується нині «Донбас». Але це не заважає у вересні всім трудівникам пера відсвяткувати літературна народження нашого краю. Спочатку горлівське лито «Забой» знаходилося в Палаці Праці (ДК ім. Леніна), а після переїзду в 1932 році газети «Кочегарка» в Горлівку, літератори стали збиратися по вихідним при редакції (і ця традиція існувала до кінця 80-х років). Борис Котов, Павло Нещадний, Юрій Чорний-Діденко — були зірками довоєнної горлівської літературної школи. Після війни, коли літоб'єднання вже називалося на честь газети — «Кочегарка», з'явилися нові знакові імена: Микола Гончаров, Володимир Демидов, Микола Домовитий, Сергій Посніченко, Надія Ткачук та багато інших. Після смерті П. Беспощадного літоб'єднання було прищепи його ім'я.
До кінця 80-х років, коли літературне об'єднання нараховувало більше 50 осіб, в країні почалося бродіння, справило вплив на багато уми, не уникли цього бродіння і літератори. Коли в Горлівці відкрився будинок громадських організацій (нині БДЮТ), літератори зайняли приміщення, виділене міськрадою. Але незабаром, у 1991 році Компартія зайняла цю будівлю і всі організації опинилися на вулиці.
У грудні 1991 року ініціативна група на чолі з Петром Навроцьким, Анатолієм Горенко і Сергієм Чернявським зібрали в бібліотеці машзаводу більшу частину горлівських авторів, провели кілька зборів і 21 грудня вирішили літоб'єднання повернути первинне ім'я «Забой». Об'єднання росло, набирало сили, почало випускати свій альманах, якому цього 2014 виповнюється 20 років. Очолює лито «Забой» Микола Новиков. Зараз у лито близько 50 осіб з них 2 члена Національної спілки письменників, 3 члена Міжрегіонального СП України.